# Cylindropuntia wolfii
Cylindropuntia wolfii, conocida comúnmente como choya de Wolf, es una especie de planta suculenta perteneciente al género Cylindropuntia, dentro de la familia Cactaceae. Se distribuye desde el sur de California (Estados Unidos) hasta el noroeste de México (concretamente en el norte del estado mexicano de Baja California).

## Descripción
Cylindropuntia wolfii es una especie de cactus que crece como un arbusto densamente ramificado, alcanzando alturas de 0,5 a 1,5 m. Los tallos son más o menos erguidos, articulados y están formados por segmentos. Cada uno de ellos mide de 6 a 40 cm de largo y de 2,5 a 4 cm de diámetro. Son de forma cilíndrica, presentan tubérculos y tienen la epidermis de color verde amarillento a grisáceo.

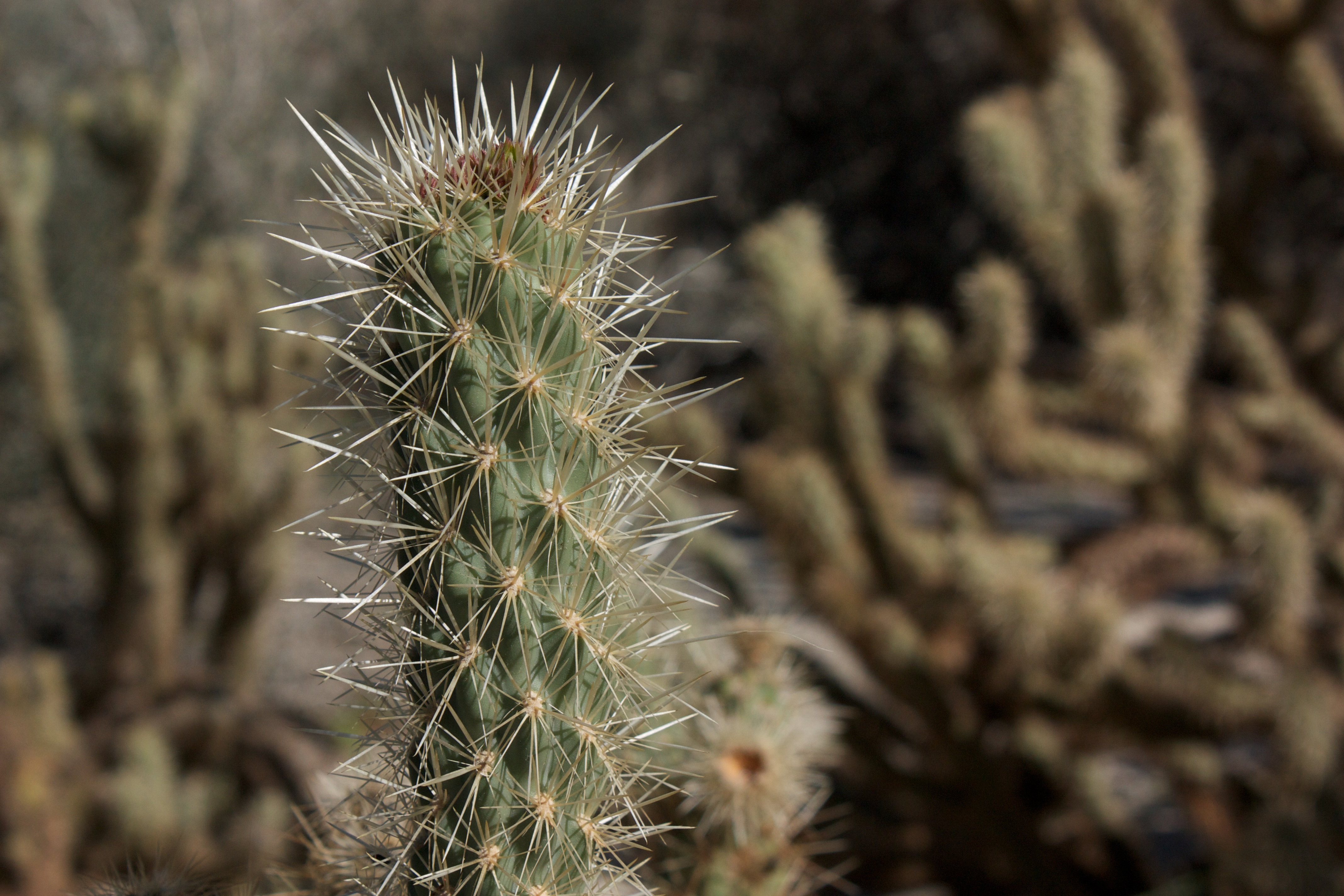
Detalle del tallo

Sobre los tallos se asientan areolas lanudas de forma circular a triangular y son de color canela a amarilla, aunque se tornan grises con la edad. Poseen gloquidios de color amarillo a marrón claro y de longitud irregular. También tienen de 12 a 30 espinas y están cubiertas por una vaina epidérmica de color amarillo translúcido a marrón claro que parece de papel. Miden hasta 3 cm de largo y aunque inicialmente son de color dorado a marrón claro, se oscurecen con la edad.

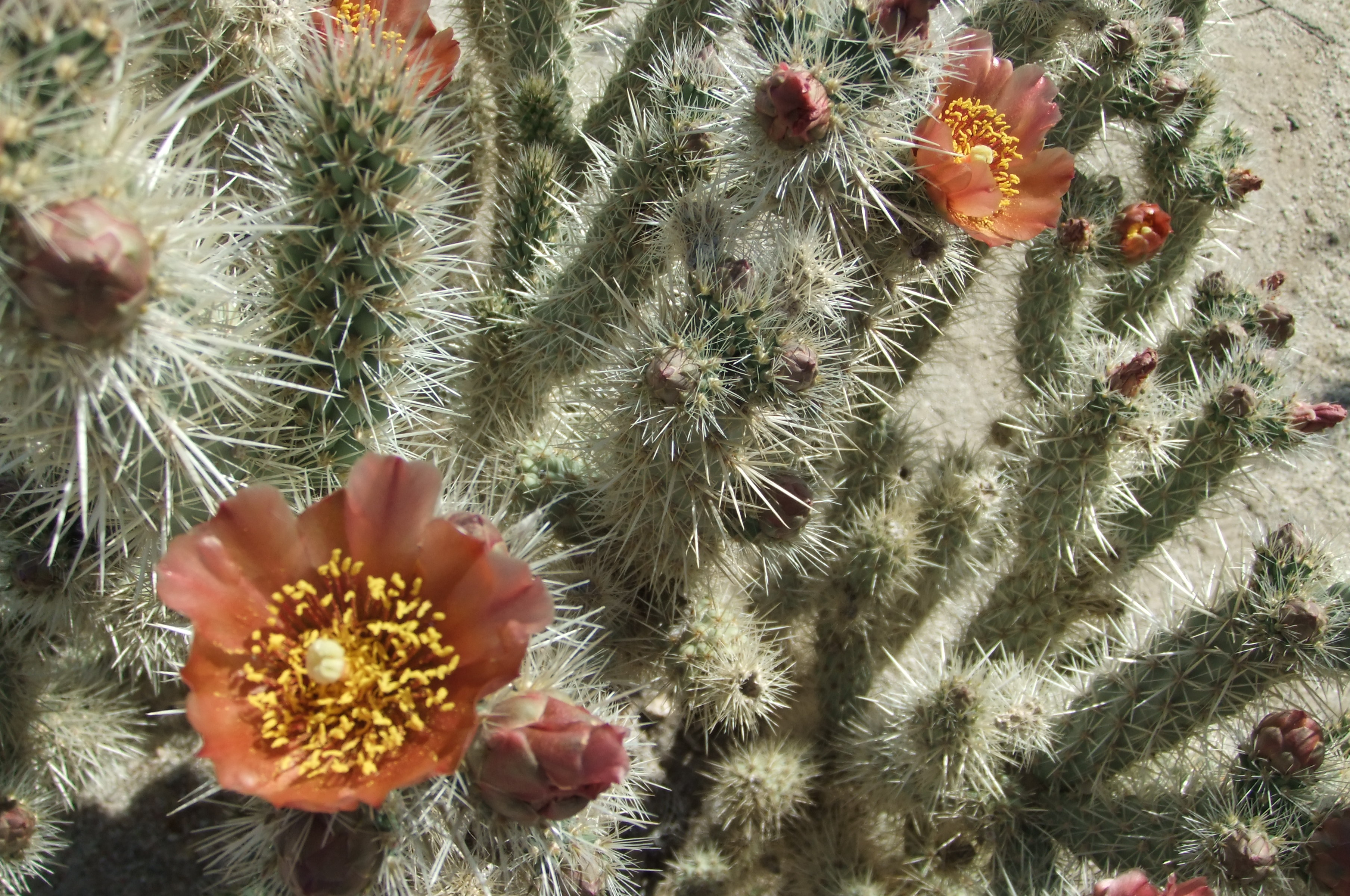
Detalle de las flores

Las flores son de color verde amarillento, bronce o marrón ligeramente púrpura, se abren durante el día (diurnas) y son polinizadas por abejas. Los frutos son de color grisáceo-canela y tienen tubérculos. Son secos y densamente espinosos. Miden de 2,5 a 3 cm de largo y alcanzan diámetros de 1,5 a 3 cm.

## Distribución y hábitat
El área de distribución nativa de esta especie abarca desde el sur de California (Estados Unidos) hasta el noroeste de México (concretamente en el norte del estado mexicano de Baja California). Crece principalmente en biomas desérticos o de matorrales secos, a elevaciones de 300 a 1200 metros sobre el nivel del mar.

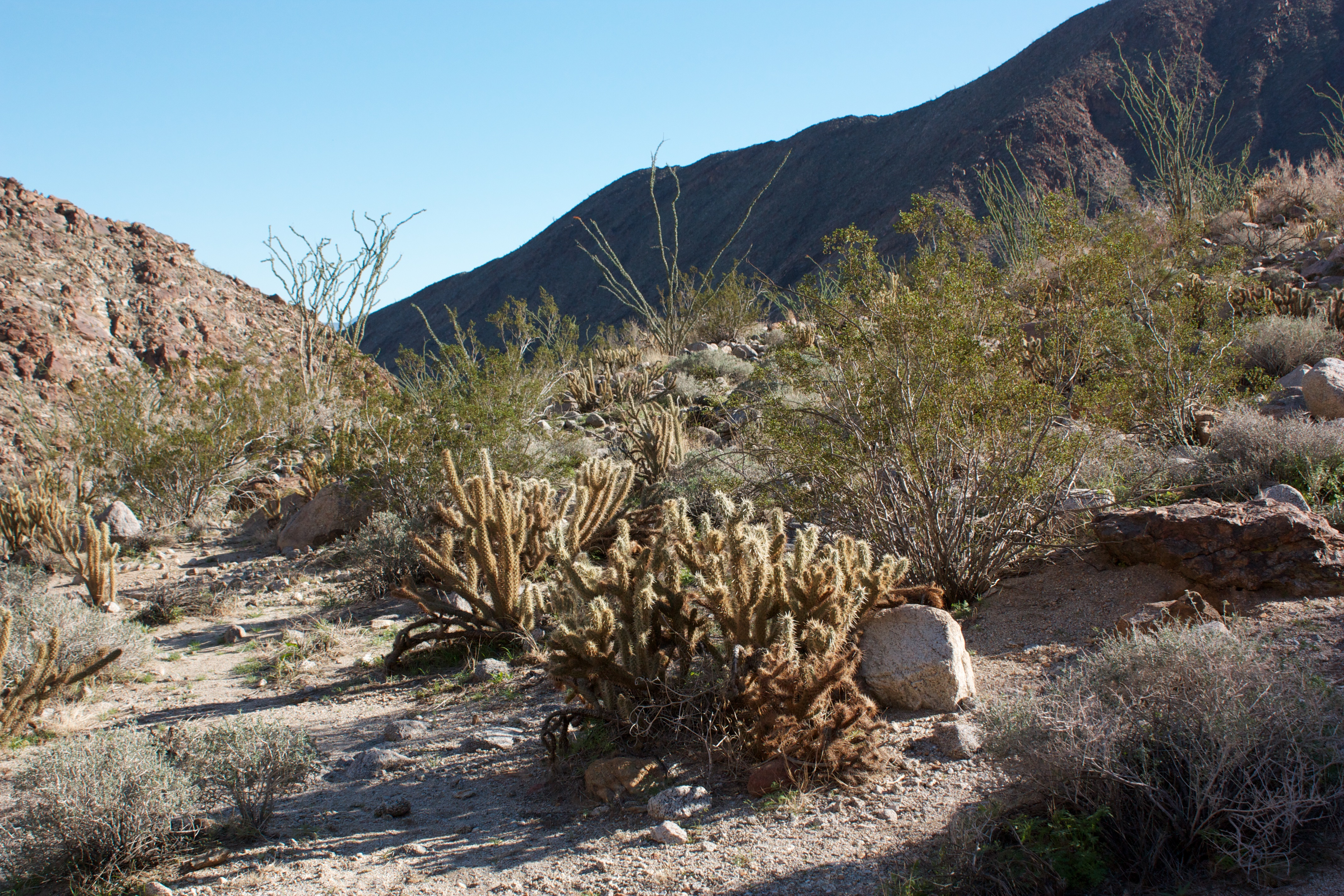
En su hábitat

Habita sobre suelos arenosos derivados del granito y se asocia a otras especies vegetales como Fouquieria splendens, Larrea tridentata, Ambrosia dumosa y Juniperus californica.

## Taxonomía
La primera descripción de esta especie fue como Opuntia wolfii, publicada en 1992 por el botánico norteamericano Marc A. Baker en la revista Madroño 39: 108.
Posteriormente, el propio Marc A. Baker colocó la especie en el género Cylindropuntia, pasando a llamarse Cylindropuntia wolfii y anotando estos cambios en la revista científica Journal of the Arizona-Nevada Academy of Science 33: 150 en el año 2001.
Etimología
- Cylindropuntia: nombre genérico formado por dos palabras: el sustantivo griego kýlindros (que significa 'cilindro') y el género Opuntia, (con el que el género tiene similitudes), haciendo referencia a la forma cilíndrica de los tallos de las plantas.
- wolfii: epíteto específico otorgado en honor al botánico y coleccionista de plantas estadounidense Carl Brandt Wolf (1905-1974).[8]

## Estado de conservación
En la Lista Roja de Especies Amenazadas de la UICN, la especie está clasificada como de “Preocupación Menor (LC)” y no se conocen amenazas importantes para la conservación de esta especie.

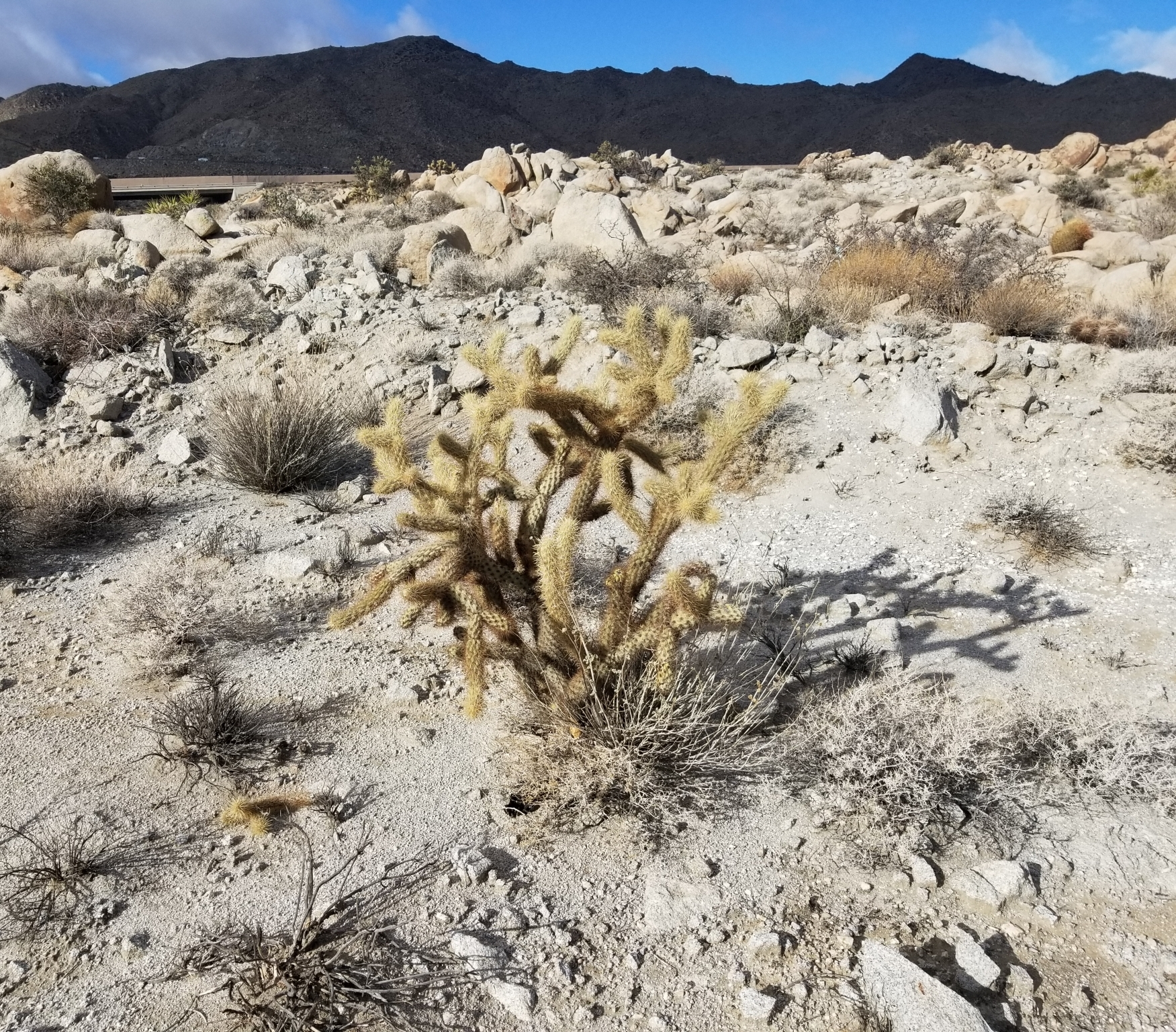
Porte de la planta

## Usos
Se cultiva principalmente como planta ornamental y su propagación se realiza a través de esquejes o semillas.

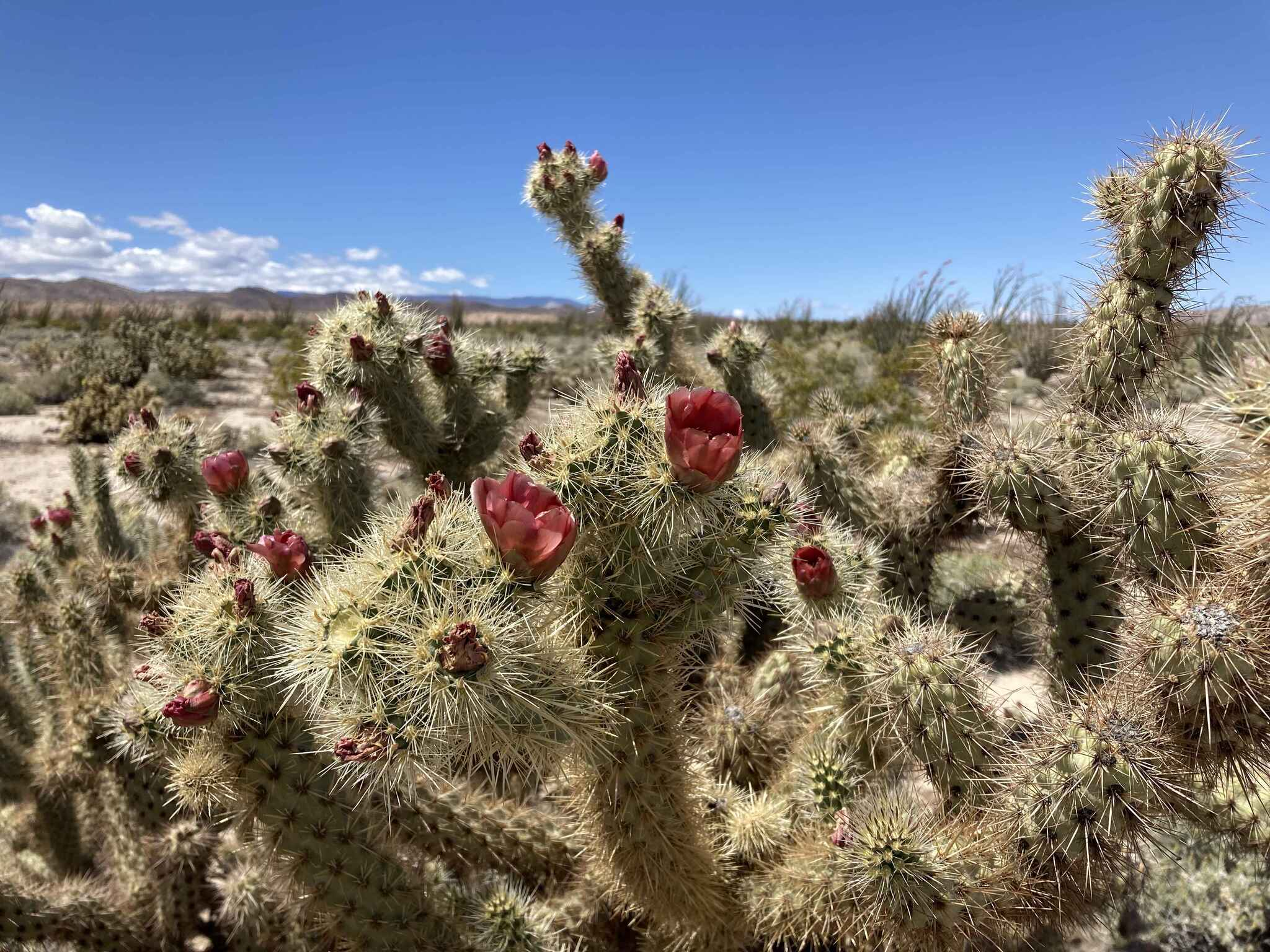
Planta en flor